# وكالة العقارات الحكومية (المملكة المتحدة)
وكالة العقارات الحكومية (GPA) هي وكالة تنفيذية تابعة لمكتب مجلس الوزراء ، وهي إدارة تابعة لحكومة المملكة المتحدة .  تأسست في أبريل 2018، وهي مسؤولة عن إدارة العقارات الحكومية وتقديم المشورة للدوائر الحكومية في إدارتها للعقارات.